# Championnats du monde de triathlon cross 2022
Navigation
Édition précédente Édition suivante
Les championnats du monde de triathlon cross 2022, organisé par la  Fédération internationale de triathlon (World Triathlon) depuis 2011, se déroulent le 8 juin 2022 à Târgu Mureș en Roumanie. Les triathlètes élites se sont affrontés lors d'une épreuve sur distance M, comprenant 1000 mètres de natation, 27 km de vélo tout terrain (VTT) et 10,7 km de course à pied hors route. La rencontre internationale propose également lors de cette journée, des compétitions cross pour les catégories U23 (espoir), classe d'âge (amateur) et paratriathlon.

## Palmarès
Les tableaux présentent les podiums des championnats du monde .

### Élites
| Position           | Triathlète       | Pays   | Temps          |
| ------------------ | ---------------- | ------ | -------------- |
| Médaille d'or      | Arthur Serrières | France | 2 h 1 min 1 s  |
| Médaille d'argent  | Félix Forissier  | France | 2 h 2 min 26 s |
| Médaille de bronze | Arthur Forissier | France | 2 h 3 min 28 s |

| Position           | Triathlète       | Pays   | Temps           |
| ------------------ | ---------------- | ------ | --------------- |
| Médaille d'or      | Sandra Mairhofer | Italie | 2 h 22 min 3 s  |
| Médaille d'argent  | Marta Menditto   | Italie | 2 h 23 min 30 s |
| Médaille de bronze | Solenne Billouin | France | 2 h 26 min 3 s  |

### U23
| Position           | Triathlète      | Pays     | Temps           |
| ------------------ | --------------- | -------- | --------------- |
| Médaille d'or      | François Vié    | Portugal | 2 h 9 min 13 s  |
| Médaille d'argent  | Jules Dumas     | France   | 2 h 11 min 44 s |
| Médaille de bronze | Luuk Chambeyron | France   | 2 h 15 min 59 s |

| Position           | Triathlète          | Pays      | Temps           |
| ------------------ | ------------------- | --------- | --------------- |
| Médaille d'or      | Marta Menditto      | Italie    | 2 h 23 min 30 s |
| Médaille d'argent  | Zuzana Michaličková | Slovaquie | 2 h 35 min 20 s |
| Médaille de bronze | Lýdia Drahovská     | Slovaquie | 2 h 36 min 0 s  |

### Paratriathlon
| Médaille           | PTS4            | PTS5           |
| ------------------ | --------------- | -------------- |
| Médaille d'or      | Robert Tamirjan | Péter Boronkay |
| Médaille d'argent  | Martin Falch    |                |
| Médaille de bronze | Gábor Czene     |                |